# Маколей, Фрэнсис Сауэрби
Фрэнсис Сауэрби Маколей (11 февраля 1862, Уитни — 9 февраля 1937, Кембридж) — английский математик, внесший значительный вклад в алгебраическую геометрию. Он известен благодаря его изданной в 1916 году книге The Algebraic Theory of Modular Systems (модулярные системы — старый термин для идеалов), которая оказала большое влияние на дальнейшее развитие коммутативной алгебры. Кольца Коэна — Маколея названы в его честь.
Маколей получил образование в Кингсвудской школе и Сент-Джонс колледже в Кембридже. Он преподавал в математическом классе в школе Св. Павла в Лондоне с 1885 по 1911 год. Среди его учеников были Литлвуд и Ватсон.
В 1928 году Маколей был избран членом Лондонского королевского общества.